# جشن ملی فرانسه (فیلم)
جشن ملی فرانسه (انگلیسی: Bastille Day) فیلمی در ژانر اکشن دلهره‌آور به کارگردانی جیمز واتکینز و محصول سال ۲۰۱۶ است. ادریس البا، ریچارد مدن، شارلوت لوبون، اریک ابوآنی، و ژوزه گارسیا بازیگران فیلم هستند.